# Derek Theler

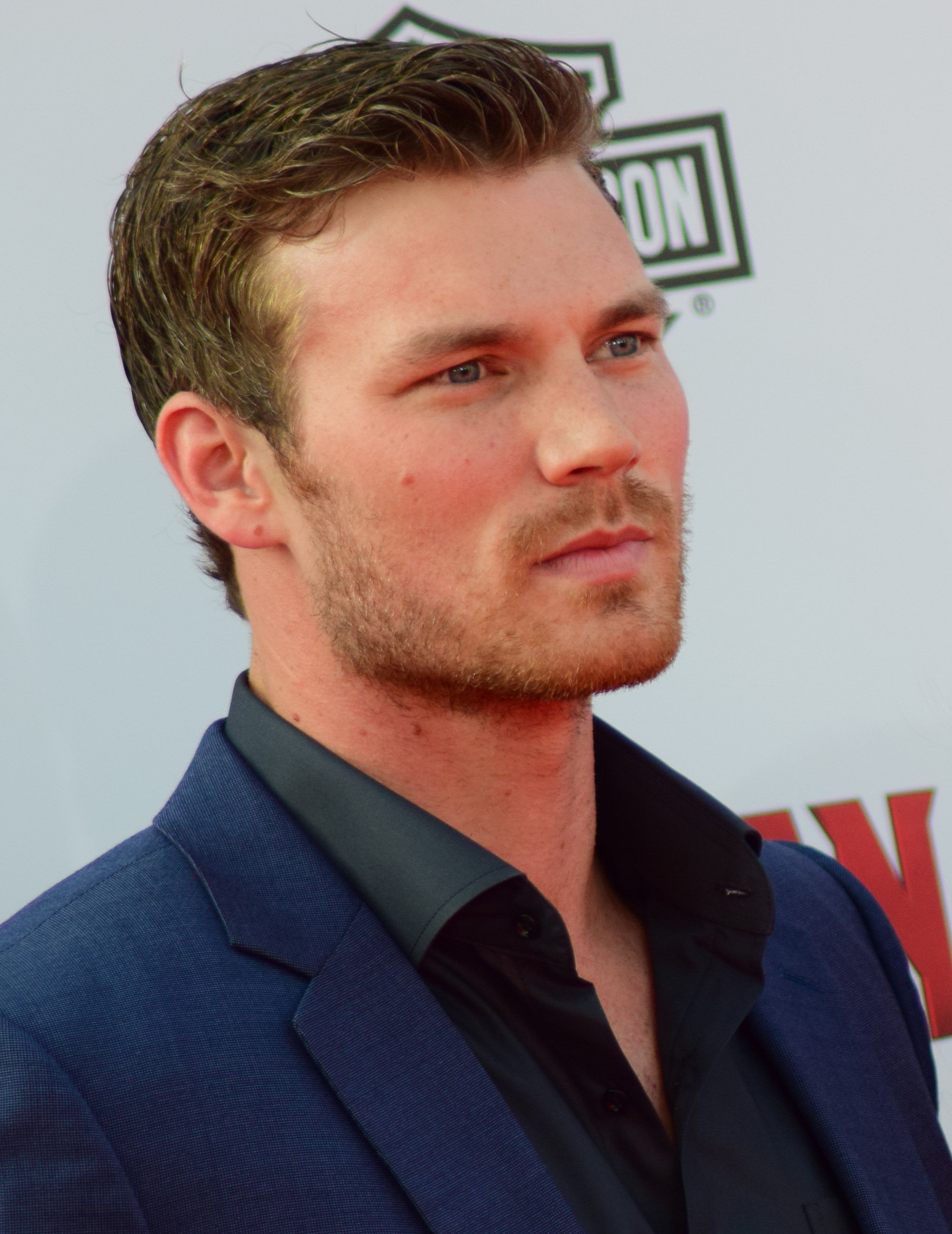
Derek Theler bei der Filmpremiere von Ant-Man im Juni 2015

Derek Theler (* 29. Oktober 1986 in Alaska) ist ein US-amerikanischer Schauspieler und Model.

## Leben
Derek Theler begann seine Karriere als Schauspieler im Jahr 2009 in mehreren kleinen Rollen, zum Beispiel in The Middle und Cougar Town. 2011 war er in zwei Folgen des Beverly Hills, 90210-Spin-offs  90210 zu sehen. Seit 2012 hat er seine erste Hauptrolle in der Sitcom Baby Daddy. Dort verkörpert er den Bruder und Mitbewohner des Hauptcharakters, welcher von Jean-Luc Bilodeau gespielt wird.
Er war außerdem in Modekampagnen für Nike, Coke Zero und State Farm zu sehen.
Theler schloss die Colorado State University mit einem Abschluss in Pre-Medizin ab.
Als Derek Theler drei Jahre alt war, wurde bei ihm Diabetes Typ I diagnostiziert.

## Filmografie (Auswahl)
- 2009: G Love
- 2009: Cougar Town (Fernsehserie, Folge 1x08)
- 2009: The Middle (Fernsehserie, Folge 1x07)
- 2010: Männertrip (Get Him to the Greek)
- 2011: 90210 (Fernsehserie, 2 Folgen)
- 2012–2017: Baby Daddy (Fernsehserie, 100 Folgen)
- 2015: How Sarah Got Her Wings
- 2015: Shark Killer
- 2016: Secret Summer (Fernsehfilm)
- 2019: American Gods (Fernsehserie, Folge 2x06)
- 2019: Dollface (Fernsehserie, 1 Folge)